# Piânkhy

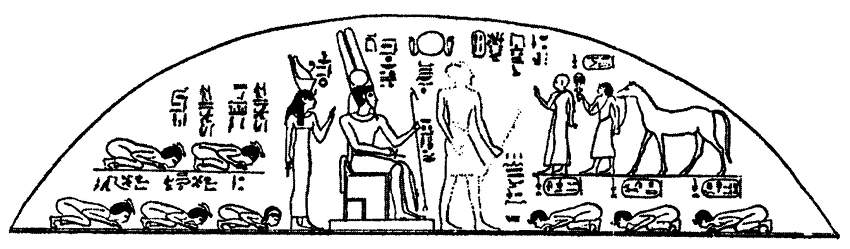
Détail de la stèle des victoires de Piânkhy (au centre, partiellement détruit)

Piânkhy, ou Piye, selon les lectures de son nom, est roi de Napata et pharaon (de la XXVe dynastie -Troisième Période intermédiaire - dite koushite) de 741 à 713 AEC. Il est le fils de son prédécesseur Kachta et le père de deux de ses successeurs, Chabataka puis Taharqa.
Il meurt vers 713 AEC, après avoir pratiquement terminé la réunification de l'Égypte. Il est inhumé dans la nécropole d'El-Kourrou, dans une sépulture construite selon le modèle égyptien et sur laquelle se trouve une pyramide (référencée KU 17).
Il est l'ordonnateur de la stèle des victoires de Piânkhy, conservée au musée du Caire.

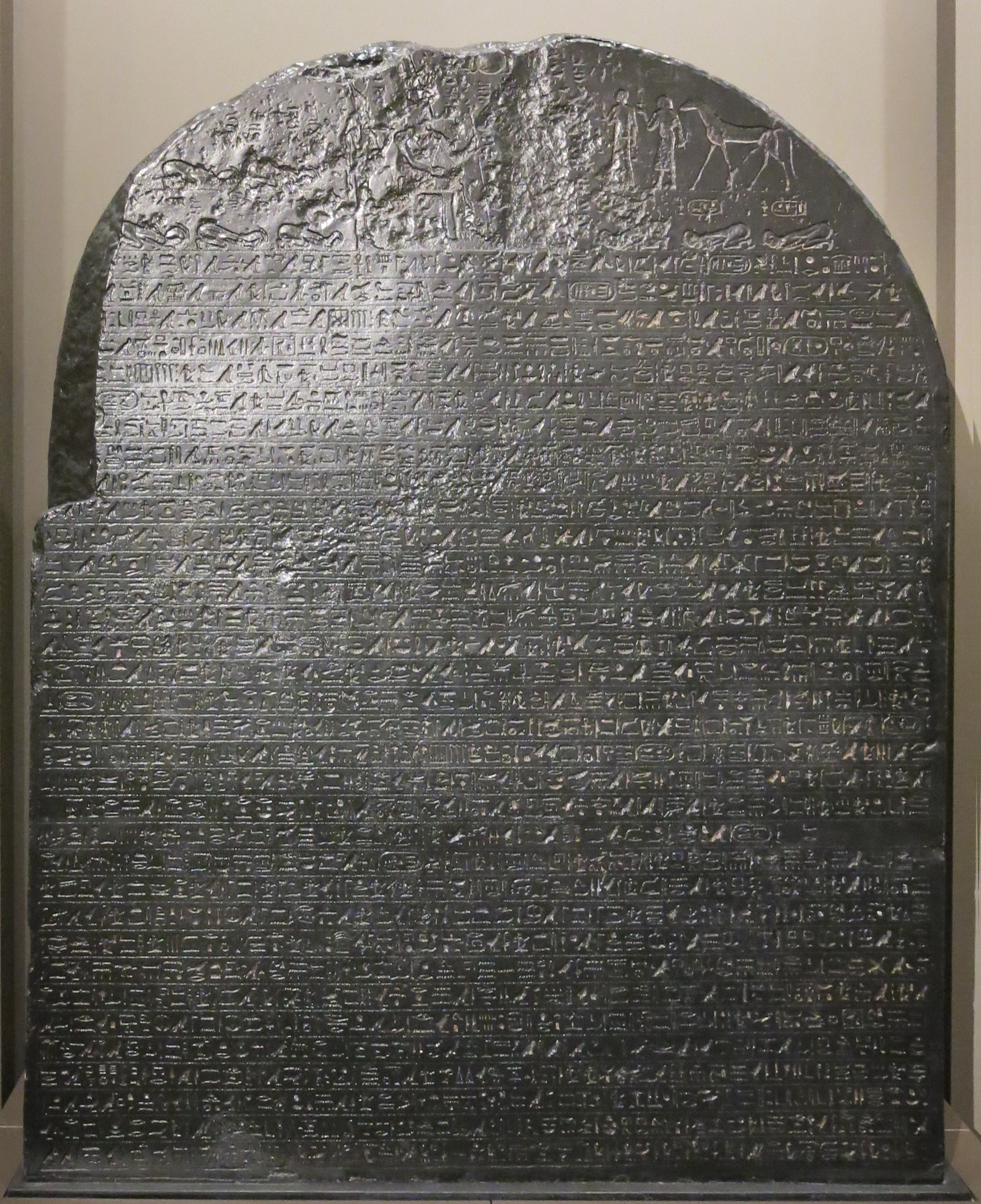
Stèle des Victoires

## Généalogie
Piânkhy est probablement le fils de Kachta et peut-être celui de Pabatjma, son épouse Peksater étant également sa sœur. Il épouse sa cousine Tabira, la fille d’Alara, puis sa sœur Abar, sa demi-sœur Peksater, Kensa (ou Khewa), Néferoukakaschta et Aqaluqa. Il a plusieurs enfants dont la mère n'est pas toujours identifiée :
- le roi Chabataka - Taharqa se dit son frère[4] ;
- le roi Taharqa, fils Abar[3] ;
- Chepenoupet II, divine adoratrice d'Amon[3];
- Arty, qui épouse le roi Chabataka[5],[3] ;
- Naparayé, qui épouse son frère Taharqa[5],[3] ;
- Takahatenamon, qui épouse son frère Taharqa[5],[3] ;
- Khaliout, gouverneur de Kanad selon une stèle trouvée au Gebel Barkal[5],[3] ;
- Har, connu à partir d'une table d'offrandes de sa fille Ouadjrenès, épouse du maire de Thèbes Montouemhat, trouvée dans la tombe TT34[5],[6] ;
- Qalhata, qui épouse son oncle le roi Chabaka[5],[7] ; certains la donnent comme mère du roi Tanoutamon[7] ;
- Tabekenamon, qui épouse soit son frère le roi Taharqa[8], soit son oncle le roi Chabaka[9] ; certains la donnent comme mère du roi Tanoutamon[5].

La princesse Moutirdis est prophétesse en chef des déesses Hathor et Mout à Thèbes, et fille d'un roi nommé Menkheperrê selon la stèle C100 du Louvre. Robert George Morkot associe ce nom à Piânkhy, et fait de lui le père de la princesse, mais aujourd'hui on admet plutôt que ce nom de Menkhéperrê renvoie au roi Menkhéperrê Iny, faisant de lui le père de la princesse.

## Durée du règne
On a longtemps pensé que la date la plus ancienne relative à Piânkhy était celle de « l'an 24 III Akhet jour 10 », mentionnée dans la petite stèle de Dakhla (Ashmolean Museum n° 1894) du temple de Mout el-Kharab dans l'oasis de Dakhla. Cependant, des reliefs du grand temple du Gebel Barkal représentent Piânkhy célébrant une fête-Sed, un évènement traditionnellement célébré lors de la trentième année d'un roi. On ne sait pas si ces reliefs représentent des faits historiques ou s'ils ont été préparés à l'avance pour la fête, auquel cas Piânkhy aurait pu mourir avant sa trentième année de règne. Piânkhy est également attesté par deux papyrus datés de l'an 21 et 22 de son règne, où il est nommé pharaon « Piânkhy Sa-Aset Méryamon », ce qui est sans aucun doute le nom complet de ce roi.
L'égyptologue Kenneth Kitchen suggère un règne de 31 ans pour Piânkhy, en se fondant sur la stèle de donation de l'an 8 d'un roi nommé Shepsesrê Tefnakht. Ce dernier a pendant longtemps été considéré comme étant le prince Tefnakht de Saïs, que Piânkhy a combattu,. Mais cette identification est moins assurée aujourd'hui, car d'autres chercheurs (Olivier Perdu,, Kim Ryholt et Frédéric Payraudeau) pensent qu'il s'agit de Tefnakht II, père de Nékao Ier et qui a vécu quelques décennies plus tard, sous le règne de Taharqa.
Kitchen avance également qu'un bandage fragmentaire provenant de Thèbes-Ouest porte une date incertaine relative à Snéferrê Piânkhy. Les traces indiquent « l'an 20 du règne », un cartouche, une trace (cette dernière compatible avec un « 10 ») et un signe peu profond, peut-être un t. Kitchen y voit une date supérieure à l'an 20 de Piânkhy, très probablement l'année 30.

## Règne
Bien que son pêre Kachta soit attesté à Éléphantine et ait contrôlé la Thébaïde, il est possible qu'un roi thébain nommé Menkhéperrê Iny ait contrôlé Thèbes à la fin du règne de Kachta ou au début de celui de Piânkhy, à moins qu'il ne soit à placer à la fin du règne de Piânkhy.
Toujours est-il qu'en l'an 3 de son règne, il règne sur la Haute-Égypte, comme l'affirme une stèle de l'an 3 située au Gebel Barkal. Deux fragments d'une stèle de l'an 4 indique également la participation du roi à la fête d'Opet à Thèbes. Cette même stèle de l'an 4 parle également d'une armée du Nord, indiquant déjà des troubles avec la Basse-Égypte. Il s'agit peut-être déjà de l'armée de Tefnakht. Dans l'hypothèse où son père Kachta n'a jamais atteint Thèbes, c'est peut-être Piânkhy qui nomme sa sœur Amenardis Ire comme héritière de la divine adoratrice d'Amon Chepenoupet Ire.
Le grand évènement du règne est la guerre menée contre les armées du Nord, commandées par le chef de Saïs, Tefnakht. En effet, face à l'expansion koushite et à l'alliance de certains dirigeants du nord (les rois Peftjaouaouibastet d'Héracléopolis et Nimlot III d'Hermopolis et le chef Akanosh de Sebennytos) avec Piânkhy, le chef Tefnakht organise une coalition de rois (Osorkon IV de Bubastis-Tanis et Ioupout II de Léontopolis) et de chefs (Sheshonq de Bousiris, Djedamoniouefânkh de Mendès, Patjenfy de Per-Sopdou (il ne semble toutefois pas participer aux opérations militaires) et Bakennefy d'Athribis à travers ses troupes (lui-même ne semble pas participer aux opérations militaires).
Le conflit commence par l'encerclement d'Hérakléopolis, alliée de Piânkhy, et par la prise de plusieurs villes alentour. Au cours de l'opération, Nimlot III d'Hermopolis change de camp et rejoint la coalition. Il s'ensuit le siège de la ville elle-même par les armées coalisées. À ce moment, Piânkhy lance son armée (d'abord une partie stationnée à Thèbes, puis une autre stationnée en Nubie) et affronte victorieusement une partie des armées coalisées entre Hermopolis et Thèbes. À la suite de la défaite de la coalition, Nimlot III repart d'Hérakléopolis pour défendre sa ville. Une partie de l'armée de Piânkhy part en direction d'Hermopolis pour l'assiéger, tandis que la seconde part en direction d'Hérakléopolis, dont le siège est levé à la suite d'une bataille sanglante, le reste de l'armée coalisée se réfugiant à Memphis.
Piânkhy rejoint ensuite son armée à Hermopolis, qui est prise. Après la chute de toutes les villes aux mains des coalisés entre Hermopolis et Memphis (tuant au passage l'un des fils de Tefnakht), l'armée de Piânkhy livre bataille à Memphis, où l'essentiel de l'armée coalisée s'est réfugié. La coalition est défaite et Tefnakht s'enfuit à Saïs. Puis Piânkhy soumet un à un tous les rois et chefs du nord.

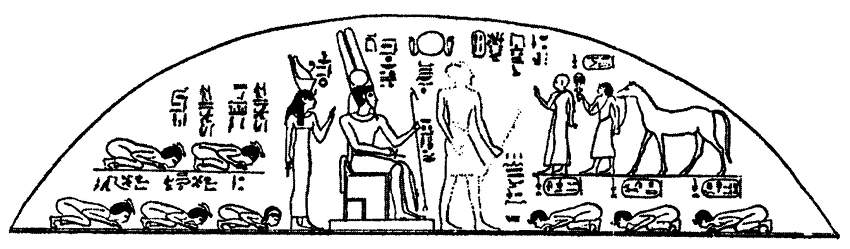
Détail de la stèle de Piânkhy montrant celui-ci recevant l'hommage des rois (à droite) et chefs (à gauche) du Delta

Ainsi, à Memphis se présentent pour se soumettre le roi Ioupout II et les chefs Akanosh et Padiaset (qui a succédé à son père Bakennefy d'Athribis), puis à Héliopolis le roi Osorkon IV. Piânkhy intervient ensuite à Athribis où il reçoit à nouveau la soumission des rois et chefs précédents, ainsi que des chefs Djedamoniouefânkh de Mendès et son fils Ânkhhor d'Hermopolis Parva, de Pmouï de Bousiris (qui a succédé à son père Sheshonq), de Patjenfy de Per-Sopdou et de gouverneurs secondaires.

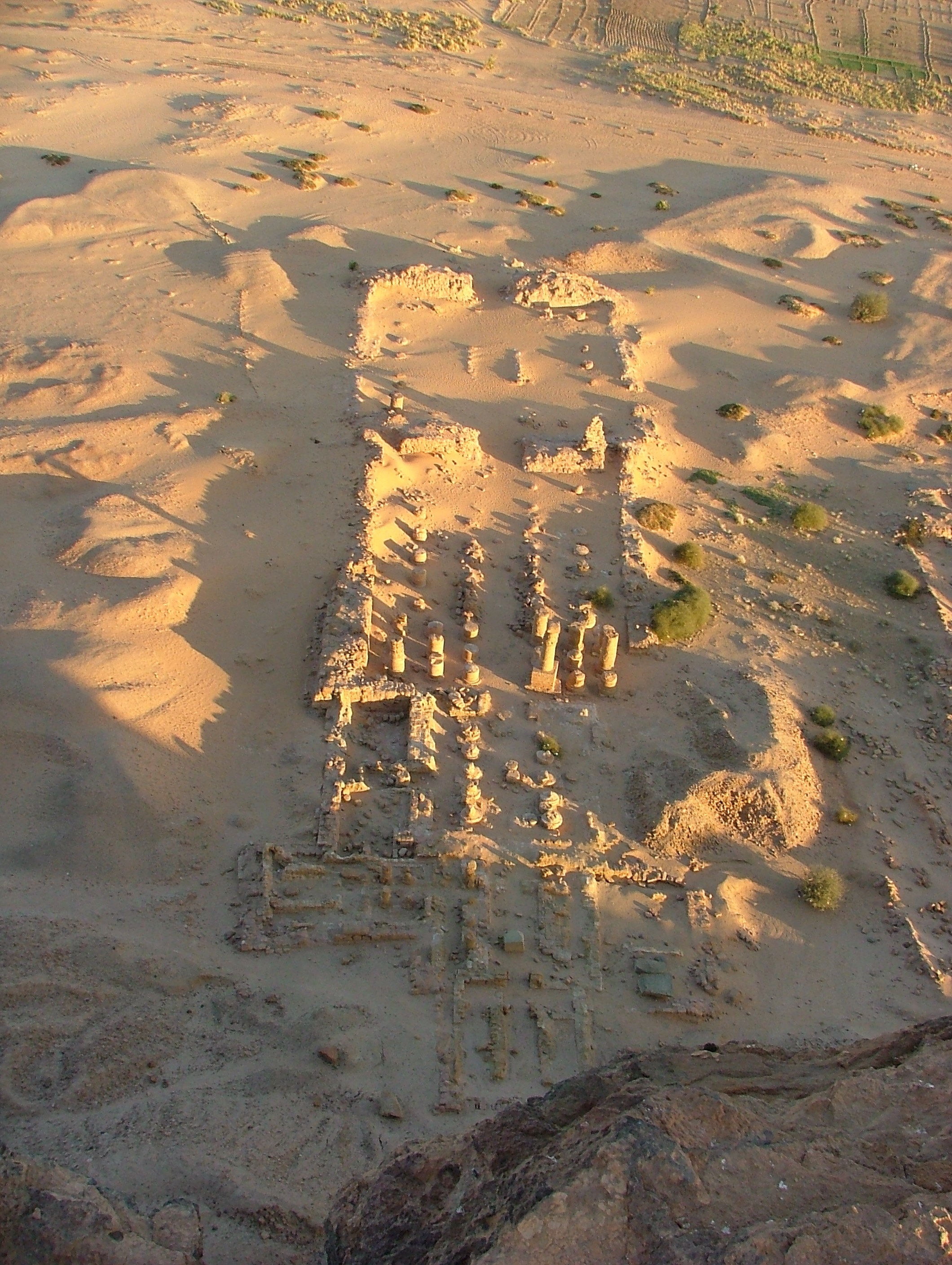
Ruines du temple du Gebel Barkal.

Tefnakht est le seul membre de la coalition à ne pas venir se soumettre à Piânkhy. Il envoie même un message à Piânkhy où il annonce reconnaître le pouvoir du roi koushite si ce dernier ne vient pas le poursuivre jusqu'à Saïs. Tefnakht se soumet à distance malgré tout, et envoie des cadeaux à Piânkhy. Il est notable que Tefnakht soit le seul dirigeant du nord à ne pas être représenté sur la stèle de la victoire de Piânkhy de l'an 21 (soit 723 av. J.-C.).
Le règne de Piânkhy se caractérise par une politique pragmatique. Il laisse les princes du delta diriger leurs villes plus ou moins librement. Son programme religieux est très important. Une fois le nord entièrement sous son contrôle, il rentre définitivement à Napata, pour y vivre les dernières années de son règne. Cette absence va favoriser de nouvelles agitations dans le delta. Piânkhy développe sa capitale et agrandit le temple de la « Montagne pure », consacré jadis à Amon et qui devient une réplique de celui de Karnak. Un reposoir à barque au nom du roi est installé dans l'une des cours du temple. Une chapelle comporte également des blocs à son nom, peut être réemployés. Il est également le commanditaire de la construction d'un palais à Napata. Un obélisque au nom du roi a été retrouvé à Kadakol, témoignage de l'aménagement d'un sanctuaire dans ce secteur.

## Sépulture

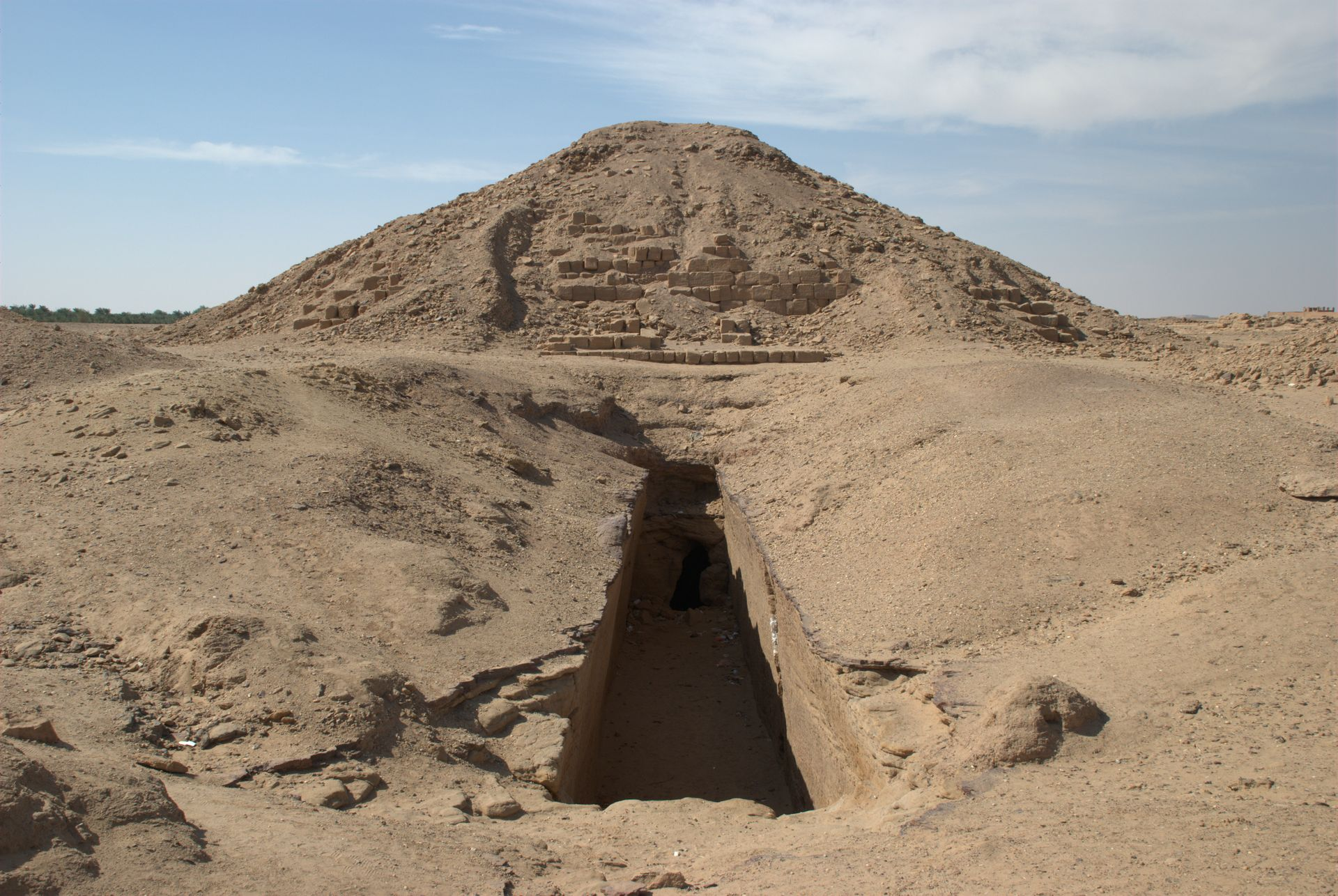
La pyramide de Piânkhy, à El-Kourrou.

La tombe de Piânkhy, référencée KU 17, se trouve à côté de la plus grande pyramide du cimetière. Elle est désignée KU 1, à El-Kourrou, près du Gebel Barkal, dans ce qui est aujourd'hui le nord du Soudan. Un escalier descendant de dix-neuf marches, ouvert à l'est, conduit à la chambre funéraire creusée dans la roche, sous la forme d'une tranchée ouverte et recouverte d'un toit de maçonnerie en encorbellement. 
Le corps était placé sur un lit au milieu de la chambre, sur un banc de pierre dont les quatre coins ont été coupés pour recevoir les pieds du lit, de sorte que la plateforme du lit reposait directement sur le banc. Des restes de mobilier funéraire (ménat et ouchebti) attestent du nom du propriétaire. Ils confirment en outre la pleine adoption des pratiques funéraires égyptiennes par les rois koushites. Plus loin, en limite du cimetière, étaient enterrés ses quatre chevaux préférés. Cet emplacement sera également occupé par les tombes de plusieurs membres ultérieurs de la dynastie.